# United Center

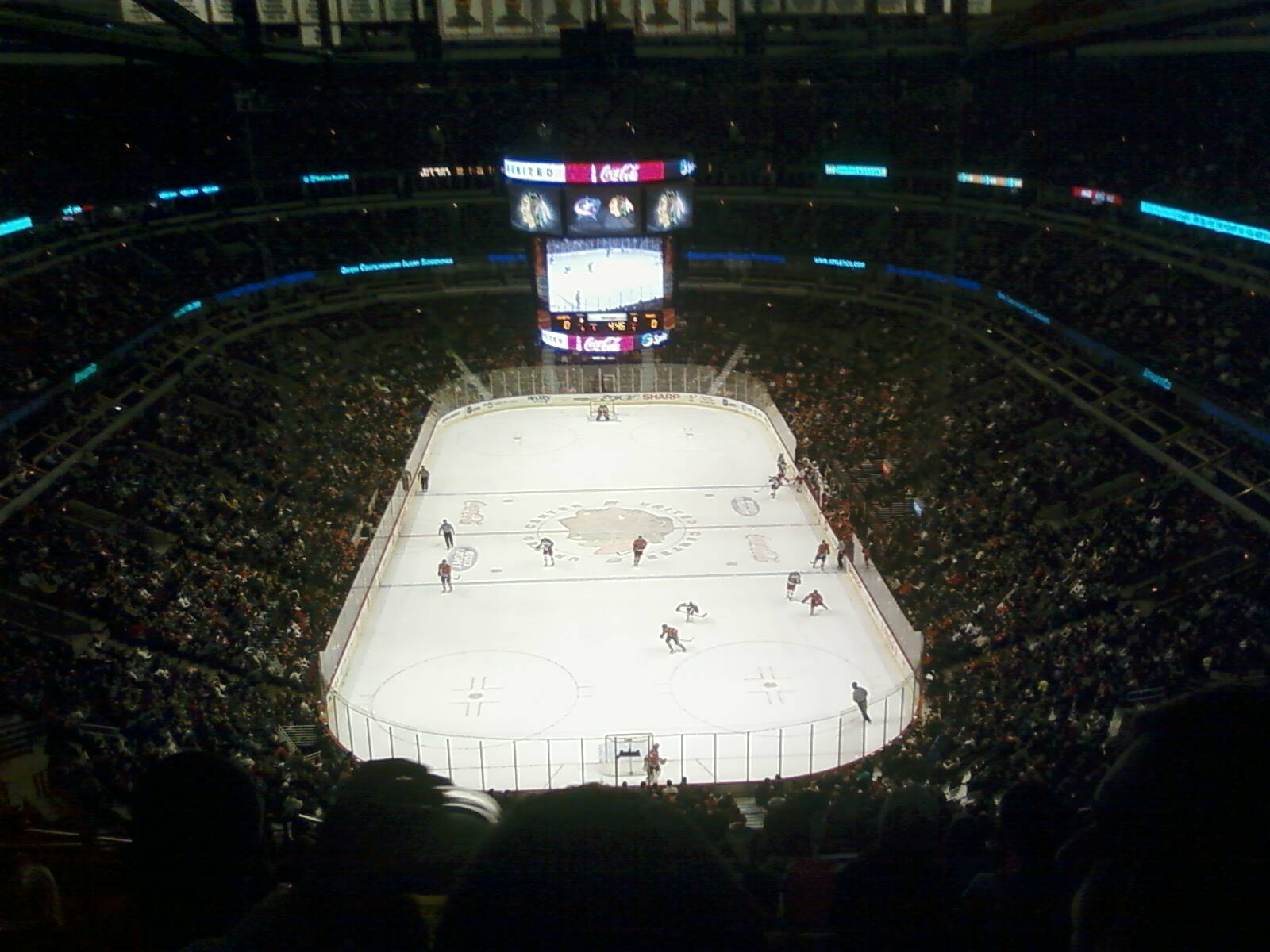
United Center během zápasu Blackhawks

United Center je krytá sportovní aréna v Chicagu. Je pojmenována podle sponzora United Airlines a je domovem Chicaga Blackhawks (NHL) a Chicaga Bulls (NBA). Plán na postavení budovy byl vytvořen majiteli těchto týmů Billem Wirtzem a Jerrym Reinsdorfem. Socha Michaela Jordana se nachází na východní straně arény, přičemž sochy některých hráčů Blackhawks se nachází na severu na Madison Street, kde bylo původní Chicago Stadium. United Airlines platí do roku 2014 1,8 milionů USD ročně za práva na pojmenování.

## Konstrukce
United Center se rozkládá na 89 187 m². Tato aréna je fyzicky největší v USA, ale nemá největší kapacitu. Na hokejový zápas je k dispozici 19 717 sedadel a rekord v návštěvnosti drží zápas proti Detroitu v roce 2010, na který se přišlo podívat 22 428 fanoušků. Na basketbal je k dispozici 20 917 sedadel, přičemž rekord je 23 129 fanoušků při zápase proti Clevelandu v roce 2010. Na koncert se vejde až 23 500 lidí.
Její akustika je udělaná tak, aby zesílila hlasitost zvuků a obnovila „The Roar“ (takový hluk, který proslavil Chicago Stadium).
Jako výsledek renovace v roce 2009 má aréna 169 lóží ve třech vrstvách.

## Události
V United Center se uskuteční přes 200 událostí ročně a od doby jejího otevření ji navštívilo přes 20 milionů návštěvníků.
Kromě více než 80 zápasů Bulls/Blackhawks ročně se v United Center koná mnoho jiných sportovních událostí jako například basketbal University of Illinois, mužské basketbalové turnaje Big Ten a Basketbalové mistrovství mužů NCAA, Roundball Classic a Great Eight Classic.
Vystoupilo tu přes 80 předních hudebních tvůrců jako například Frank Sinatra, AC/DC, U2, Paul McCartney a další.
Tato aréna byla domovem Bulls během jejich tří po sobě jdoucích titulů, hostící finále NBA 1996, 1997 a 1998. Bulls vyhráli série v roce 1996 a 1997 v šesti zápasech, přičemž se šestý zápas odehrál doma, kdežto v sérii roku 1998 vyhráli poslední zápas v Delta Center v Salt Lake City.
Finále Stanley Cupu se zde poprvé odehrálo v roce 2010. Blackhawks ale vyhráli ve Wachovia Center (dnes Wells Fargo Center) ve Filadelfii.
V aréně se mezi 21. až 23. zářím 2018 odehrál druhý ročník Laver Cupu, exhibiční týmové soutěže v tenise mezi Evropou a výběrem světa.